# Hector and the Search for Happiness
Hector and the Search for Happiness es una película británica del 2014 dirigida por Peter Chelsom y coescrita con Tinker Lindsay y Maria von Heland, basada en la novela de François Lelord con el mismo nombre. La película es protagonizada por Simon Pegg y Rosamund Pike.

## Elenco
- Simon Pegg como Héctor.
  - Jakob Davies como el joven Héctor.
- Rosamund Pike como Clara.
- Toni Collette como Agnes.
- Barry Atsma como Michael.
- Stellan Skarsgård como Edward.
- Christopher Plummer como el Profesor Coreman.
- Jean Reno como Diego Baresco.
- Ming Zhao como Ying Li.
- Chris Gauthier como Roger.
- Chad Willett como Allan.
- Togo Igawa como Viejo Monk.
- Tracy Ann Oberman como Jane.
- Veronica Ferres como Anjali.

## Trama
Héctor es un psiquiatra peculiar que está cansado de su vida cotidiana. Él le dice a su novia, Clara, que necesita ir en un viaje para investigar sobre la felicidad. En un vuelo a China, está sentado junto a Edward, un hombre de negocios malhumorado. Edward lleva a Héctor a un club nocturno muy exclusivo en Shanghái, donde Héctor conoce a una joven llamada Ying Li y se enamora de ella al instante. 
Héctor pide conocer a la familia de Ying Li, ella se niega, avergonzada de cómo se gana la vida. Su cita es interrumpida por su proxeneta, que se lleva a Ying Li por la fuerza. Héctor luego se adentra en las montañas y visita un monasterio, donde se hace amigo del líder y habla brevemente con Clara a través de Skype.
Héctor parte en un aterrador viaje en avión a África, donde una mujer lo invita a la casa de su familia para un estofado de batata, y le entrega un libro sobre la felicidad escrito por un profesor Coreman. Héctor se encuentra con su viejo amigo Michael, un médico, con su guardaespaldas Marcel, y más tarde se encuentra con un narcotraficante de mal genio llamado Diego Baresco, que no cree en la felicidad porque su esposa no está contenta con sus medicamentos, pero le pide prestada a Héctor una pluma para anotar una receta para su esposa.
Héctor descubre que Marcel es el amante de Michael, y ellos están felices. Se conecta otra vez con Clara, a través de Skype, quien está saliendo con un vestido elegante y no parece interesada en hablar con él. Visita a la mujer local y a su familia de la que se hizo amigo para la cena. Su vehículo fue secuestrado y Héctor es secuestrado y encerrado en una celda infestada de ratas. Cuando los secuestradores deciden matarlo, Héctor afirma ser amigo de Diego para salvarse, pero no puede probarlo. Con un arma apuntando a su cabeza, Héctor le pregunta si puede hacer una nota final en su libro acerca de lo que trae felicidad a sus captores, revelando la pluma grabada con el nombre de Diego a los secuestradores. Tras su liberación, Héctor regresa a la aldea donde celebra con los lugareños.
Mientras vuela a Los Ángeles, Héctor atiende a una mujer con un tumor cerebral. Héctor luego va a la playa de Santa Mónica y se encuentra con Agnes, una vieja novia, que ahora está felizmente casada y tiene hijos. Héctor llama a Clara y se separan en una discusión.
Agnes y Héctor se encuentran con el profesor Coreman, quien está estudiando los efectos de la felicidad en el cerebro. Durante una conferencia, Coreman señala que las personas no deben preocuparse por la búsqueda de la felicidad, sino por la felicidad de la búsqueda. Agnes y Héctor revisan un proyecto en el que Coreman ha estado trabajando, que controla la actividad cerebral en tiempo real y cómo reacciona a diferentes emociones.
A Agnes se le indica que vaya a una habitación aislada y piense en tres cosas: momentos en que estaba feliz, triste y asustada. A través de su tecnología de escaneo cerebral, Coreman puede decir en qué orden pensó sobre las tres emociones. Cuando Héctor toma su turno, piensa en que Clara se casa con otra persona, en el momento en que fue secuestrado y en Ying Li, pero sus emociones están extrañamente bloqueadas. Recibe una llamada de la arrepentida Clara, quien le dice que quiere ser madre. Héctor explica lo que ha aprendido, que lo más infeliz que podía imaginar sería perderla. De repente, la exploración cerebral de Héctor estalla con una ráfaga de actividad, imitando las banderas de colores del monasterio y revelando que la verdadera felicidad no es solo una emoción; son todas ellas. Habiendo finalmente logrado su propia felicidad, Héctor se apresura a volver a casa y se casa con Clara.

## Producción
El 19 de mayo de 2012, Simon Pegg fue elegido para el papel protagónico, Héctor. El 6 de septiembre de 2012, Rosamund Pike y Christopher Plummer se unieron al elenco de la película. Pike interpreta a Clara y Plummer al Profesor Coreman. El 1 de noviembre de 2012, Stellan Skarsgård también se unió al elenco, interpretando a Edward. La actriz alemana Veronica Ferres también se unió al elenco. La producción empezó en enero de 2013. El 2 de abril de 2013, Toni Collette y Jean Reno se unieron al elenco de la película, junto a Jakob Davies. La película fue hecha con un presupuesto de £9 millones ($15 millones).
Relativity Media adquirió los derechos de Estados Unidos, y estrenó la película el 19 de septiembre de 2014.

## Tráiler
El primer tráiler fue estrenado el 5 de febrero de 2014. Otro tráiler fue estrenado el 21 de junio. Un tráiler internacional para la película fue estrenado el 15 de julio de 2014. El 22 de julio, fue estrenado el último tráiler.

## Estreno
La película fue estrenada en Reino Unido el 15 de agosto de 2014. Relativity Media estrenó la película en Estados Unidos el 19 de septiembre de 2014. Fue pasada en el Festival Internacional de Cine de Toronto.

## Críticas
La película recibió críticas negativas y mixtas. En Rotten Tomatoes tiene un 31% basado en 67 críticas con un puntaje de 4.5/10. En Metacritic, tiene un puntaje de 28 sobre 100, basado en 27 críticos.